# Wittlich Hauptbahnhof
Wittlich Hauptbahnhof ist ein Durchgangsbahnhof an der Moselstrecke. Bis zur Stilllegung der Bahnstrecke Wengerohr–Daun und der Bahnstrecke Wengerohr–Bernkastel-Kues war er ein Trennungsbahnhof und regionaler Eisenbahnknoten, heute ist er der einzige Bahnhof der Stadt Wittlich in Rheinland-Pfalz.
Der Bahnhof liegt im Stadtteil Wengerohr der Stadt Wittlich und trug bis zum 27. September 1987 den Namen Wengerohr. Der Bahnhof gehörte bis Dezember 2014 mit zwei Intercity-Zugpaaren täglich zu den am wenigsten frequentierten Fernbahnhöfen in Deutschland.

## Geschichte
Die Moselstrecke war zwischen 1874 und 1879 von Koblenz nach Trier erbaut worden. Auf Grund der starken Mäandrierung der Mittelmosel wurde bei Pünderich das Moseltal verlassen und die Strecke auf relativ geradem Weg durch die Wittlicher Senke nach Trier gebaut. Ungeachtet des Namens führte die Strecke an der Stadt Wittlich vorbei, dafür erhielt die ehemals selbständige Gemeinde Wengerohr mit der Eröffnung der Moselstrecke den Bahnhof Wengerohr.
Durch die Streckenführung abseits der Mosel waren viele Winzerorte nicht ans Eisenbahnnetz angeschlossen worden. So erhielten bereits ab dem Folgejahr einzelne Gemeinden mit Nebenbahnen eine Anbindung mit der Hauptstrecke. Bereits 1883 wurde vom Bahnhof Wengerohr aus eine Stichstrecke nach Cues fertiggestellt. Diese folgte dem Lauf der Lieser, die bei der gleichnamigen Gemeinde Lieser in die Mosel mündet.
Um auch Wittlich an das Eisenbahnnetz anzuschließen, wurde kurz darauf ab dem Bahnhof Wengerohr eine weitere Stichstrecke gebaut, die am 11. April 1885 zusammen mit dem Bahnhof Wittlich eröffnet wurde. Diese Stichstrecke ging 25 Jahre später in der Bahnstrecke von Daun auf. Auch nach der Durchbindung zur Eifelquerbahn war der Verkehr auf dem südlichen Abschnitt zwischen Wengerohr und Wittlich bedeutend stärker als auf dem Rest der Strecke.
Wengerohr wurde am 7. Juni 1969 nach Wittlich eingemeindet, dessen ungeachtet wurde der Bahnhof nicht umbenannt. Auch nach Einstellung des Personenverkehrs zwischen Wittlich und Daun am 1. November 1981 sowie zwischen Wengerohr und Bernkastel-Kues am 2. Juni 1984 behielt der Bahnhof seine Bedeutung als Verknüpfung der Stichstrecke nach Wittlich mit der Moselstrecke. Um dies zu würdigen, erhielt der Bahnhof am 27. September 1987 den Namen Wittlich Hauptbahnhof, während der alte Wittlicher Bahnhof nunmehr Wittlich (Stadt) genannt wurde.
Der Personenverkehr auf dem letzten verbliebenen Streckenabschnitt zwischen dem neuen Hauptbahnhof und dem Stadtbahnhof wurde ein Jahr später, am 25. September 1988, eingestellt.

## Heutige Situation
Mit der Stilllegung der Bahnstrecke Wengerohr–Daun wurden auch der Bahnhof Wittlich (Stadt) und der Haltepunkt Wittlich-Grünewald geschlossen. Seitdem ist Wittlich Hauptbahnhof der einzige Bahnhof der Stadt Wittlich, wodurch die Bezeichnung „Hauptbahnhof“ eigentlich hinfällig wurde.
Von der Strecke nach Daun existierte seit dem Bau eines Kreisverkehrs an der Bundesstraße 50 nur noch ein ca. 1 Kilometer langes Gleis. Nach Stand 2024 gibt es nur noch das Gleis vom Bahnhof bis kurz nach der Abzweigung von der Hauptstrecke. Sie endet nach wenigen Metern im Rechtsbogen und einem Prellbock noch vor der „Bernkasteler Straße“. Die Überführung ist ebenfalls abgerissen. Die Strecke nach Bernkastel-Kues ist nahezu komplett zurückgebaut (Es existiert lediglich ein kurzes Stück, welches in Höhe des Stellwerkes nach Links in einem Bogen mit Prellbock endet).

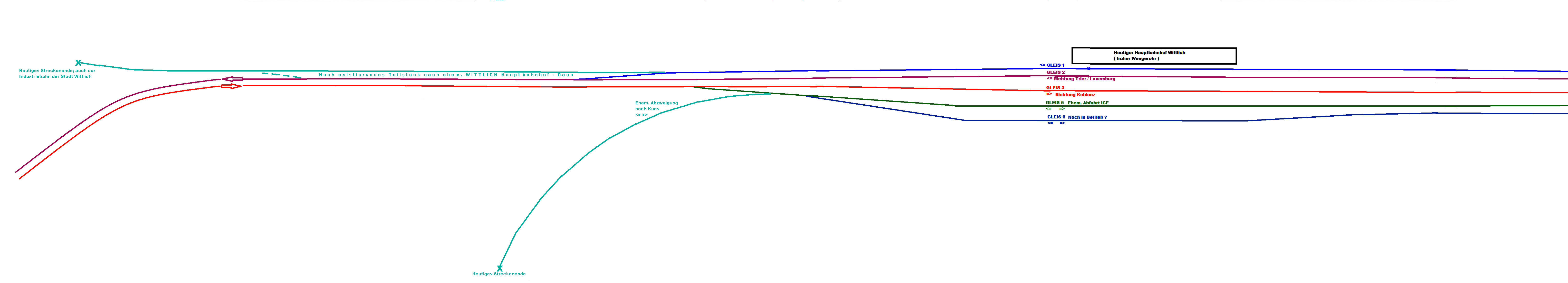
Gleisplan westlicher Bahnhofskopf 2024

Innerbetrieblich hat der Bahnhof eine hohe Bedeutung für die Moselstrecke, seitdem am 16. Januar 1995 um 8:45 Uhr die Fernsteuerzentrale Wittlich Hbf in Betrieb genommen wurde. Von hier aus werden ferngestellt:
- Bahnhof Bullay DB, Abzweigstelle Pünderich (Beginn der Bahnstrecke Pünderich–Traben-Trarbach), Sbk 14/15 (Bengel), Bahnhof Ürzig DB, Sbk 17/18, Wittlich Hauptbahnhof, Sbk 21/22, Bahnhof Salmrohr, Sbk 23/24 (Sehlem), Bahnhof Hetzerath, Sbk 25/26, Sbk 27/28, Bahnhof Schweich DB und Sbk 29 (Quint).

Seit Mai 2011 wurden die Bahnsteige komplett erneuert, nachdem bereits ca. 2005 ein neuer Zugang von der Ostseite mit Aufzug und großem Parkplatz entstanden ist. Diese Arbeiten wurden 2013 abgeschlossen. Die Bahnsteige sind seitdem barrierefrei zugänglich. Die alten, niedrigen Bahnsteige, Treppen und Überdachungen wurden abgerissen. Der Bahnhof besitzt als einziger im Landkreis noch einen Fahrkartenschalter. Eine einige Jahre existierende direkte ICE-Verbindung über Köln nach Berlin besteht seit dem Fahrplanwechsel 2011/2012 im Dezember 2011 nicht mehr. Zum Fahrplanwechsel 2014/2015 wurde auch der verbliebene Fernverkehr auf der Moselstrecke zugunsten einer neuen Direktverbindung Koblenz–Luxemburg im Zuge des Rheinland-Pfalz-Taktes 2015 eingestellt.

## Verkehr
Folgende Linien bedienen den Bahnhof:
| Linie | Bezeichnung     | Zuglauf | Taktfrequenz                       |
| ----- | --------------- | --- | ---------------------------------- |
| IC37  |                 | Düsseldorf – Köln – Bonn – Koblenz – Cochem (Mosel) – Bullay – Wittlich – Schweich – Trier – Wasserbillig – Luxemburg (Der Zug verkehrt zwischen Koblenz und Luxemburg als RE. Ab Dezember 2025 nur noch Halt in Düsseldorf Hbf, Köln Hbf, Bonn Hbf, Koblenz Hbf, Wittlich Hbf, Trier Hbf und Luxemburg.) | 1 Zugpaar (Ab 12/2025: 3× täglich) |
| RE 1  | Südwest-Express | Koblenz – Cochem – Bullay – Wittlich – Schweich – Trier – Merzig – Saarlouis – Völklingen – Saarbrücken – Homburg – Kaiserslautern – Neustadt – Mannheim (– Heidelberg) | 60 min                             |
| RE 11 | De-Lux-Express  | Koblenz – Cochem – Bullay – Wittlich – Schweich – Trier – Wasserbillig – Sandweiler-Contern – Luxemburg | 60 min                             |
| RB 81 | Moseltal-Bahn   | Koblenz – Cochem – Bullay – Wittlich – Schweich – Trier | 60 min                             |
| RB 82 | Elbling-Express | (Wittlich – Schweich –) Trier – Konz Mitte – Wellen – Perl | Einzelne Züge                      |
| RB 83 | De-Lux-Bahn     | Wittlich – Schweich – Trier-West – Wasserbillig – Sandweiler-Contern – Luxemburg | 60 min (Mo–Sa)                     |